# Voodoo (album de D'Angelo)
 (juillet 2015).
Si vous disposez d'ouvrages ou d'articles de référence ou si vous connaissez des sites web de qualité traitant du thème abordé ici, merci de compléter l'article en donnant les références utiles à sa vérifiabilité et en les liant à la section « Notes et références ».
Pour les articles homonymes, voir Voodoo.
Albums de D'Angelo
Live at the Jazz Cafe Black Messiah
Voodoo est le deuxième album studio du chanteur de neo soul D'Angelo, sorti le 11 janvier 2000, après plusieurs retards dus à des problèmes avec sa maison de disques et son manager. Cet album, par sa notoriété et par ses ventes, a dépassé de loin ses prédécesseurs, entrant directement en première place au Billboard 200, et devenant disque de platine deux mois plus tard,.
Il comprend entre autres la chanson "Untitled (How Does It Feel)", qui devint rapidement un clip à succès sur MTV. Cette fameuse vidéo dévoile D'Angelo quasiment nu en train de chanter. Voodoo gagna le prix du "Meilleur album R&B de l'année" et de la "Meilleure performance vocale masculine R&B" lors des Grammy Awards 2001.
L'album est classé 28e au classement de 2020 du magazine Rolling Stone : Les 500 plus grands albums de tous les temps selon Rolling Stone

## Détail de l'album

### Son contenu
La chanson "Untitled (How Does It Feel)", écrite avec Raphael Saadiq, est conçue comme un hommage à Prince, et fait référence aux ouvrages de l'artiste. "Devil Pie", produit par DJ Premier, est une diatribe hip-hop et funk sur le culte de l'argent, qui apparait dans un premier temps sur la bande originale du film Belly, mais sous une forme légèrement tronquée.
D'après D'Angelo, ?uestlove (batteur du groupe hip-hop The Roots) fut le "copilote" de cet album et aida notamment à intégrer une soul funky et les beats du hip hop sur Voodoo.
Sur certaines chansons, comme "Left & Rights", D'Angelo s'approprie tous les instruments dont, entre autres : la batterie, la guitare, le piano ou encore les percussions.

### Production
L'un des aspects les plus notables de cet album est le groove qui règne à travers les chansons. D'Angelo et les différents participants à la composition de l'album ont travaillé avec une grande considération chaque effet ajouté à la musique. Ce fut par la suite une source de controverse tant cet album avait cassé les conventions sur la manière d'aborder la soul et la neo soul. La chanson "One Mo' Gin" est le parfait exemple du groove de D'Angelo : un style musical langoureux, calme et complet, avec un travail approfondi sur les chœurs, la voix de D'Angelo et les instruments.
?uestlove admit dans différentes interviews à la suite de la sortie de cet album que D'Angelo et lui-même incorporèrent beaucoup de rythmes de percussions assez distinctifs du producteur de Détroit Jay Dee, qui est un membre des Soulquarians et qui est par là même un collaboratif productif. Bien que des titres comme "Left & Right" mirent en évidence l'apport musical de Jay Dee, ce dernier ne fut pas directement impliqué dans la création de l'album
L'une des caractéristiques de ce style de rythme est son adhérence au timing humain, c'est-à-dire parfois négligent.

### LeVoodoo Tour
Après la sortie de Voodoo, D'Angelo se lança dans ce qui deviendra l'une des plus grandes séries de concert de soul de l'Histoire : le "Voodoo Tour". Composé d'un groupe nommé Soultronics, (créé pour l'occasion par Ahmir "?uestlove" Thompson du groupe The Roots) mais aussi de troupes de danseurs et de joueurs d'instruments, ce fut l'une des tournées les plus attendues de l'année. D'Angelo effectua des concerts à travers le monde, l'un des plus notables par la qualité de la performance fut celui donné au Free Jazz Festival au Brésil. Le concert fut un hommage à peine déguisé aux concerts de Prince dans les années 1980, par sa grandeur et par sa conception.

## Liste des chansons
1. "Playa Playa" (Archer/Thompson/Stone) - 7:06
2. "Devil's Pie" (Archer/Martin) - 5:21
3. "Left & Right" (Archer/Smith/Noble/Fareed) - 4:46
4. "The Line" (Archer) - 5:16
5. "Send It On" (Archer/et al.) - 5:56
6. "Chicken Grease" (Archer/Poyser/Thompson) - 4:38
7. "One Mo'Gin" (Archer) - 6:13
8. "The Root" (Archer/Hunter) - 6:33
9. "Spanish Joint" (Archer/Hargrove) - 5:44
10. "Feel Like Makin' Love" (McDaniels) (Reprise de Roberta Flack) - 6:22
11. "Greatdayindamornin'/Booty" (Archer/Hunter/Stone/Thompson) - 7:35
12. "Untitled (How Does It Feel)" (Archer/Saadiq) - 7:10
13. "Africa" (Archer/Thompson/Stone) - 6:13

Produit par D'Angelo
Ingénierie du son et mixage par Russell "The Dragon" Elevado

## Positions dans les classements musicaux
| Années | Chart             | Position |
| ------ | ----------------- | -------- |
| 2000   | The Billboard 200 | 1        |

## Singles de l'album
| Couverture | Information                                                        |
| ---------- | ------------------------------------------------------------------ |
|            | "Devil's Pie" - Released: 1998 - B-side:                           |
|            | "Left & Right" - Released: 19 octobre 1999 - B-side:               |
|            | "Untitled (How Does It Feel?)" - Released: 11 avril 2000 - B-side: |
|            | "Send It On" - Released: 2000 - B-side:                            |

## Participants
- Roy Hargrove	 - 	Trompette, Bugle ("Send It On"), Cornet
- Mike Campbell	 - 	Guitare baryton
- Eddie Alford	 - 	Guitare baryton
- D'Angelo	 - 	Arrangement, Voix, Producteur, Producteur Exécutif, Mix
- Angie Stone -      Co-auteur, Voix
- DJ Premier	 - 	Programmation, Producteur
- Russell Elevado	 - 	Ingénieur du son, Mix
- Charlie Hunter	 - 	Basse ("The Root"), Guitare baryton
- Pino Palladino	 - 	Basse
- James Poyser	 - 	clavier
- ?uestlove	 - 	Percussion
- Method Man & Redman - 	voix
- Raphael Saadiq	 - 	Arrangement, Producteur, Guitare (Baritone)
- Fat Joe	 - 	Voix (sample) ("Devil's Pie")
- Tom Coyne	 - 	Mastering
- Dominique Trenier	 - 	Producteur Exécutif
- Steve Mandel	 - 	Assistant Ingénieur du son